# Montabon

Montabon este o comună în departamentul Sarthe, Franța. În 2009 avea o populație de 769 de locuitori.